# Regering-M. Eyskens
De regering-M. Eyskens (6 april 1981 - 17 december 1981) was een Belgische regering. Het was een coalitie tussen de CVP/PSC (57 en 25 zetels) en de PS/SP (32 en 26 zetels). Het was deze regering die de stemplicht invoerde vanaf 18 jaar in plaats van 21 jaar en het plan Maribel doorvoerde. 
De regering volgde op de regering-Martens IV, maar viel zelf al na 8 maanden door een conflict over de financiering van de Waalse staalindustrie. Ze werd opgevolgd door de regering-Martens V.

## Samenstelling
De regering telde 25 ministers (inclusief de premier) en 7 staatssecretarissen. De CVP had 8 ministers (inclusief de premier) en 3 staatssecretarissen, PS 7 ministers en 1 staatssecretaris, PSC 5 ministers en 2 staatssecretarissen en de SP 5 ministers en 1 staatssecretaris.
| Ambtsbekleder       | Ambtsbekleder | Ambtsbekleder                         | Functie en bevoegdheden                                                                | Partij                  |
| Kernkabinet         | Kernkabinet   | Kernkabinet                           | Kernkabinet                                                                            | Kernkabinet             |
| ------------------- | ------------- | ------------------------------------- | -------------------------------------------------------------------------------------- | ----------------------- |
|                     |               | Mark Eyskens (1933)                   | Premier                                                                                | CVP                     |
|                     |               | Guy Mathot (1941-2005)                | Vicepremier Begroting                                                                  | PS                      |
|                     |               | Willy Claes (1938)                    | Vicepremier Economische Zaken                                                          | SP                      |
|                     |               | José Desmarets (1925-2019)            | Vicepremier Middenstand, het Plan en Adjunct voor de Franse Gemeenschap                | PSC                     |
| Ministers           |               |                                       |                                                                                        |                         |
|                     |               | Jos Chabert (1933-2014)               | Openbare Werken en Institutionele Hervormingen                                         | CVP                     |
|                     |               | Charles-Ferdinand Nothomb (1936-2023) | Buitenlandse Zaken                                                                     | PSC                     |
|                     |               | Willy Calewaert (1916-1993)           | Nationale Opvoeding                                                                    | SP                      |
|                     |               | Albert Lavens (1920-1993)             | Landbouw                                                                               | CVP                     |
|                     |               | Luc Dhoore (1928-2021)                | Sociale Voorzorg en Volksgezondheid                                                    | CVP                     |
|                     |               | Gaston Geens (1931-2002)              | Vlaamse Gemeenschap en Adjunct voor Nationale Opvoeding                                | CVP                     |
|                     |               | Jean-Maurice Dehousse (1936-2023)     | Waalse Gewest                                                                          | PS                      |
|                     |               | Robert Urbain (1930-2018)             | Buitenlandse Handel                                                                    | PS                      |
|                     |               | Robert Vandeputte (1908-1997)         | Financiën                                                                              | extraparlementair (CVP) |
|                     |               | Roger De Wulf (1929-2016)             | Tewerkstelling en Arbeid                                                               | SP                      |
|                     |               | Marc Galle (1930-2007)                | Vlaamse Gemeenschap                                                                    | SP                      |
|                     |               | Michel Hansenne (1940)                | Franse Gemeenschap                                                                     | PSC                     |
|                     |               | Philippe Moureaux (1939-2018)         | Justitie en Institutionele Hervormingen                                                | extraparlementair (PS)  |
|                     |               | Daniël Coens (1938-1992)              | Ontwikkelingssamenwerking                                                              | CVP                     |
|                     |               | Philippe Maystadt (1948-2017)         | Openbaar Ambt en Wetenschapsbeleid, belast met de Coördinatie van het Leefmilieubeleid | PSC                     |
|                     |               | André Degroeve (1931-2014)            | Brusselse Gewest                                                                       | PS                      |
|                     |               | Pierre Mainil (1925-2013)             | Pensioenen                                                                             | PSC                     |
|                     |               | Freddy Willockx (1947-2024)           | Posterijen, Telegrafie en Telefonie                                                    | SP                      |
|                     |               | Frank Swaelen (1930-2007)             | Landsverdediging                                                                       | CVP                     |
|                     |               | Philippe Busquin (1941)               | Binnenlandse Zaken en Nationale Opvoeding                                              | PS                      |
|                     |               | Valmy Féaux (1933)                    | Verkeerswezen                                                                          | PS                      |
| Staatssecretarissen |               |                                       |                                                                                        |                         |
|                     |               | Rika De Backer (1923-2002)            | Vlaamse Gemeenschap, toegevoegd aan de minister van de Vlaamse Gemeenschap             | CVP                     |
|                     |               | Cécile Goor-Eyben (1923-2024)         | Brusselse Gewest, toegevoegd aan de minister van het Brusselse Gewest                  | PSC                     |
|                     |               | Paul Akkermans (1923-2007)            | Vlaamse Gemeenschap, toegevoegd aan de minister van de Vlaamse Gemeenschap             | CVP                     |
|                     |               | Rika Steyaert (1925-1995)             | Vlaamse Gemeenschap, toegevoegd aan de minister van de Vlaamse Gemeenschap             | CVP                     |
|                     |               | Lydia De Pauw (1929)                  | Brusselse Gewest, toegevoegd aan de minister van het Brusselse Gewest                  | SP                      |
|                     |               | Melchior Wathelet (1949)              | Waalse Gewest, toegevoegd aan de minister van het Waalse Gewest                        | PSC                     |
|                     |               | Guy Coëme (1946)                      | Waalse Gewest, toegevoegd aan de minister van het Waalse Gewest                        | extraparlementair (PS)  |